# Klasztor paulinów w Pińczowie
Klasztor paulinów w Pińczowie – dawny budynek klasztorny, zwany Belwederem, znajdujący się w Pińczowie, w województwie świętokrzyskim.
Klasztor wraz z ogrodem został wpisany do rejestru zabytków nieruchomych województwa świętokrzyskiego.

## Historia
Dokładna data budowy klasztoru nie jest znana. Kardynał Zbigniew Oleśnicki sprowadził paulinów do Pińczowa w 1436 roku, a 3 października 1449 wystawił ze swoim bratem Janem dokument fundacyjny klasztoru.
W 1550 Mikołaj Oleśnicki wypędził paulinów z Pińczowa, kościół popauliński zamienił na zbór a w budynku klasztornym umieścił gimnazjum pińczowskie. Po rekatolicyzacji Pińczowa pod koniec XVI wieku paulini powrócili do miasta i w 1 połowie XVII wieku dokonali gruntownej przebudowy klasztoru. Pod koniec XVIII wieku budynek klasztorny podupadł i za sprawą Hugona Kołłątaja paulini utracili klasztor. W 1800 na krótki czas odzyskali budynek, który po kasacie zakonu w 1819 przeszedł na własność rządu Królestwa Polskiego. W latach 1864–1939 budynek pełnił rolę sądu, więzienia i magazynu. W latach 1924–1929 wymieniono pierwotny dach gontowy na blaszany. W 1956 roku rozpoczęto gruntowny remont klasztoru adaptując go na potrzeby Muzeum Regionalnego w Pińczowie, Pińczowskiego Samorządowego Centrum Kultury oraz kina Belweder. W 1962 roku podjęto prace związane z odtworzeniem detali architektonicznych.

## Architektura
Klasztor zbudowany jest na planie prostokąta z prostokątnym wirydarzem pośrodku, w swojej obecnej formie wczesnobarokowy z zachowanymi znacznymi fragmentami murów gotyckich z połowy XV w. W krużgankach zachowały się na ścianach ślady ozdobnej kamieniarki z okresu gotyku i renesansu; pomieszczenia posiadają sklepienia kolebkowo - krzyżowe. Pod głównym gzymsem obiega cały budynek sgraffitowy fryz z połowy XVII w. Do klasztoru prowadzi portal zwieńczony tympanonem z kartuszem kardynała Zbigniewa Oleśnickiego. Na północnej ścianie dziedzińca znajduje się zegar słoneczny z 1723 roku.